# Walentin Wariennikow
Walentin Iwanowicz Wariennikow (ros. Валентин Иванович Варенников; ur. 15 grudnia 1923 w Krasnodarze, zm. 6 maja 2009 w Moskwie) – radziecki dowódca wojskowy, generał armii, dowódca Wojsk Lądowych – zastępca ministra obrony ZSRR, rosyjski działacz kombatancki, polityk, deputowany do Dumy Państwowej Federacji Rosyjskiej 2., 3. i 4. kadencji (1996–2007), Bohater Związku Radzieckiego (1988).

## Życiorys
Pochodził z rodziny kozackiej. W czasie II wojny światowej uczestniczył m.in. w obronie Stalingradu, bitwie o Dniepr oraz w walkach o uchwycenie i rozszerzenie przyczółka magnuszewskiego (gdzie został ranny), walkach o Warszawę, walkach w rejonie Kostrzyna nad Odrą i Berlin jako dowódca artylerii 101 gwardyjskiego pułku piechoty 35 Gwardyjskiej Dywizji Piechoty 8 Gwardyjskiej Armii. 9 maja 1945 uczestniczył w Defiladzie Zwycięstwa na Placu Czerwonym w Moskwie. Po wojnie służył w Grupie Wojsk Radzieckich w Niemczech i od 1950 w Kijowskim Okręgu Wojskowym, w 1954 ukończył Akademię Wojskową im. Frunzego. Był wysyłany na misje w czasie walk w Wietnamie i Libanie, wizytował armie Syrii, Etiopii i Angoli, uczestniczył w interwencji w Afganistanie. Dowodził jedną z armii wojsk radzieckich stacjonujących w NRD. Był dowódcą Nadkarpackiego Okręgu Wojskowego i Wojsk Lądowych oraz zastępca ministra obrony ZSRR.
W 1986 wydawał rozkazy żołnierzom skierowanym do gaszenia pożaru w elektrowni atomowej w Czarnobylu. Do 1989 sprawował funkcję pierwszego zastępcy szefa Sztabu Generalnego.
W sierpniu 1991 był jednym z liderów nieudanego puczu przeciwko Michaiłowi Gorbaczowowi. Jako jedyny z uczestników odmówił przyjęcia amnestii i zażądał procesu sądowego – w 1994 został uniewinniony.
Trzykrotnie był wybierany na deputowanego do Dumy Państwowej – niższej izby rosyjskiego parlamentu, po raz ostatni w 2003.

## Awanse
- sierżant (1941)
- porucznik (1942)
- starszy porucznik (1943)
- kapitan (1945)
- major (1949)
- podpułkownik (1954)
- generał major (1965)
- generał porucznik (29 kwietnia 1970)
- generał pułkownik
- generał armii (17 lutego 1978)

## Odznaczenia
- Złota Gwiazda Bohatera Związku Radzieckiego (3 marca 1988)
- Order „Za zasługi wojskowe” (9 maja 2004)
- Order Lenina – dwukrotnie
- Order Rewolucji Październikowej
- Order Czerwonego Sztandaru – czterokrotnie
- Order Kutuzowa I klasy
- Order Wojny Ojczyźnianej I klasy
- Order Wojny Ojczyźnianej II klasy – dwukrotnie
- Order Czerwonej Gwiazdy
- Order „Za służbę Ojczyźnie w Siłach Zbrojnych ZSRR” III stopnia
- Medal „Za zasługi bojowe”
- Medal „Za obronę Stalingradu”
- Medal „Za zwycięstwo nad Niemcami w Wielkiej Wojnie Ojczyźnianej 1941–1945”
- Medal „Za wyzwolenie Warszawy”
- Medal jubileuszowy „Dwudziestolecia zwycięstwa w Wielkiej Wojnie Ojczyźnianej 1941–1945”
- Medal jubileuszowy „Trzydziestolecia zwycięstwa w Wielkiej Wojnie Ojczyźnianej 1941–1945”
- Medal jubileuszowy „Czterdziestolecia zwycięstwa w Wielkiej Wojnie Ojczyźnianej 1941–1945”
- Medal jubileuszowy „50-lecia zwycięstwa w Wielkiej Wojnie Ojczyźnianej 1941–1945”
- Medal jubileuszowy „30 lat Armii Radzieckiej i Floty”
- Medal jubileuszowy „40 lat Sił Zbrojnych ZSRR”
- Medal jubileuszowy „50 lat Sił Zbrojnych ZSRR”
- Medal jubileuszowy „60 lat Sił Zbrojnych ZSRR”
- Order Rewolucji Saurskiej (Afganistan)
- Order Czerwonego Sztandaru (Afganistan)
- Medal 10-lecia wyjścia wojsk radzieckich z Afganistanu (Białoruś)
- Nagroda Leninowska (1990)
- Krzyż Komandorski z Gwiazdą Orderu Odrodzenia Polski (Polska Ludowa)
- Srebrny Order Zasługi dla Ojczyzny (NRD)
- Order Tudora Vladimirescu (Rumunia)
- Order Flagi Narodowej (Korea Północna)
- Order Ludowej Republiki Bułgarii II klasy (Bułgaria, dwukrotnie)